# Kaptajn Haddock
Kaptajn Haddock – eller Archibald Haddock – er en af de gennemgående hovedfigurer i Tintin-tegneserierne. Han optræder første gang i Krabben med de gyldne kløer (1940), hvor han er kaptajn på skibet Karaboudjan. Styrmanden Allan Thompson smugler opium, og holder kaptajn Haddock i en tilstand af konstant beruselse. Haddock lærer siden hen at mindske sit alkoholforbrug, og er Tintins nære medspiller i mange af historierne. Han kan dog godt komme til at indtage for meget af yndlingsdrikken whisky, hvad der ofte får ham til at komme galt af sted.
Haddock er tit udsat for klodsede uheld og har det især svært med selvklæbende materialer, såsom tape og hæfteplaster. Se fx Tournesol-mysteriet 1954.
Derudover udmærker kaptajn Haddock sig ved sit meget malende sprog; han har et stort forråd af skældsord, han gerne øser af i lange remser. Disse remser kan være ordnet alfabetisk, men de kan også være karakteriseret af allitterationer. Kaptajn Haddock er en meget farverig person, der ofte får lov til at udfolde sine små miserer over flere billeder. Haddocks forråd af harmløse bandeord er temmelig begrænset i den belgiske originalversion af serien, men takket være de danske oversættere Jørgen Sonnergaard og senere Niels Søndergaard er Haddocks dansk meget farverigt. Da Hergé hørte om hvordan Haddock’s bandeord blev oversat på dansk, som f.eks. når Haddock startede med “k” “Kannibaler, knoldesparker…” var han (Hergé) så vild med idéen, at han fik  implementeret på  originalsproget, at Kaptajn Haddock bandede på den måde.[kilde mangler]
I de klassiske Star Box hørespil udgivet i 1970erne, lægger Peter Kitter stemme til Kaptajn Haddock. I den danske udgave af filmen lægger Karl Stegger stemme til rollen, og i animationsserien Tintins Eventyr (1991-1992) lægger Kjeld Nørgaard stemme til Kaptajn Haddock. i Tintin: Enhjørningens hemmelighed (2011) bliver han dubbet af Andy Serkis på engelsk.

## Navn
Da Hergé skulle finde på et navn til denne nye figur, spurgte han sin kone Germaine, hvad hun havde lavet til aftensmad. Hun svarede "en trist engelsk fisk - haddock" (kuller). Hergé fandt at navnet passede til Tintins nye søfarende ven, og på den måde fik kaptajn Haddock sit navn.